# Déclin des populations de requins

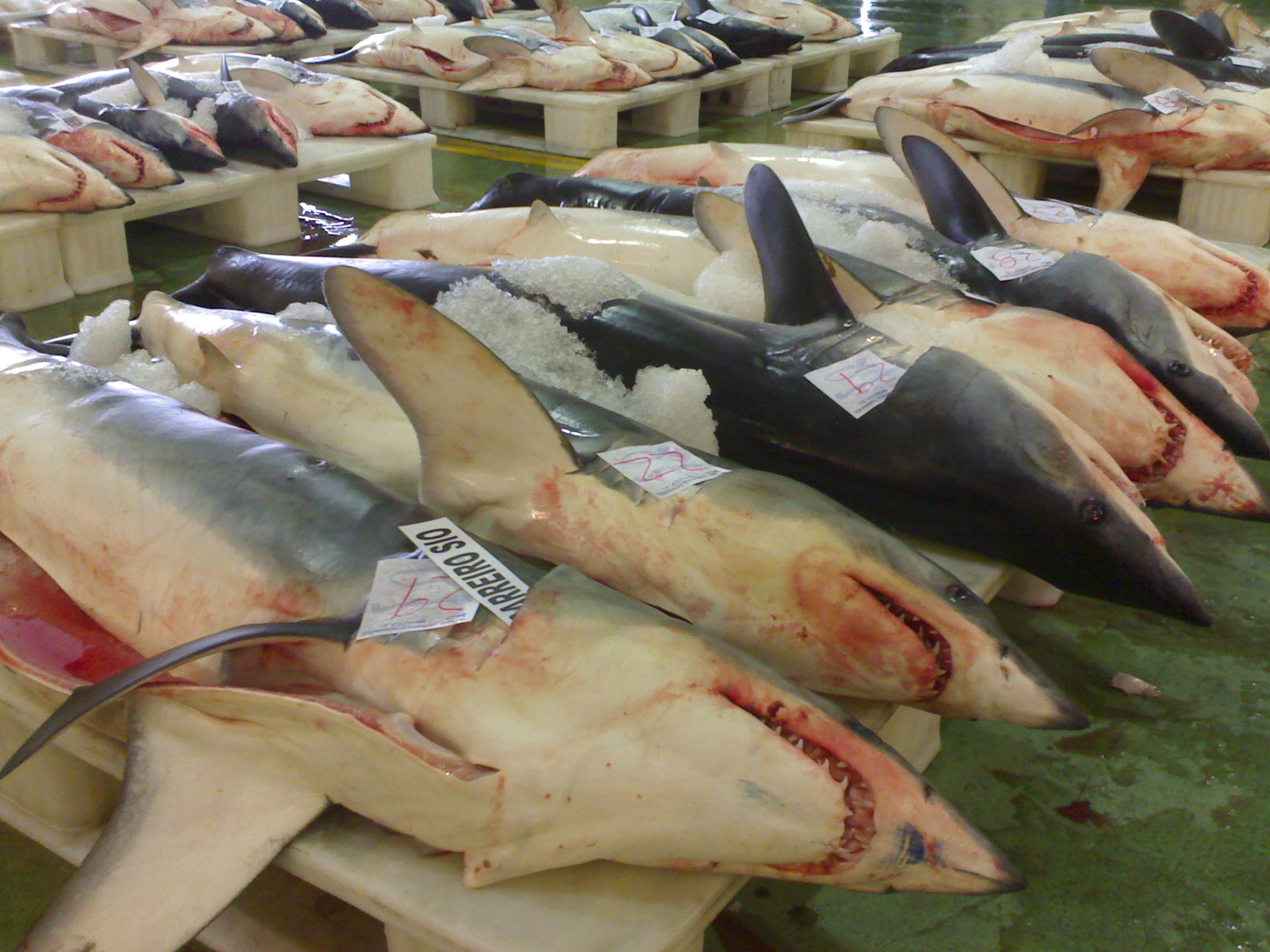
Des requins mako alignés dans le port de pêche de Vigo (Espagne).

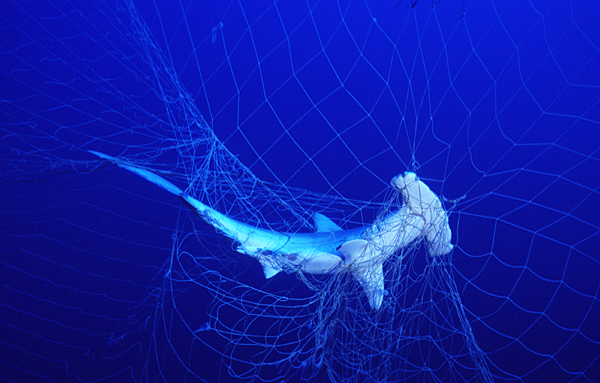
Un requin-marteau halicorne emmêlé dans un filet dérivant.

Le déclin des populations de requins est corrélé à l'accroissement des activités humaines durant la fin du XXe siècle. Le nombre d'espèces de requins considérées comme menacées est passé de seulement 15 espèces en 1996, à plus de 180 espèces en 2010, dont 30 en voie d'extinction,.  1,41 million de tonnes de requins sont capturés chaque année, ce qui correspond, selon le modèle des moyennes de poids adopté, à une mortalité de 63 à 273 millions de requins par an (le chiffre moyen de 100 millions de requins étant généralement adopté). Lors de la 19e conférence de la Convention CITES en novembre 2022, la décision a été prise de réguler la pêche de 54 espèces de requins requiem et de requins-marteaux.

## Espèces vulnérables
Sur la Liste rouge de l'UICN, 39 espèces d'élasmobranches (requins et raies) sont considérées en (danger critique d'extinction, en voie de disparition ou vulnérables).
En 2013, la Convention sur le commerce international des espèces de faune et de flore sauvages menacées d'extinction  (CITES) répertorie la vulnérabilité des requins. 
L'Annexe I, qui répertorie les animaux menacés d'extinction comprend , :
- Carcharhinidés
- Requins-marteaux
- Lamniformes
- Requin pèlerin
- Requin-baleine

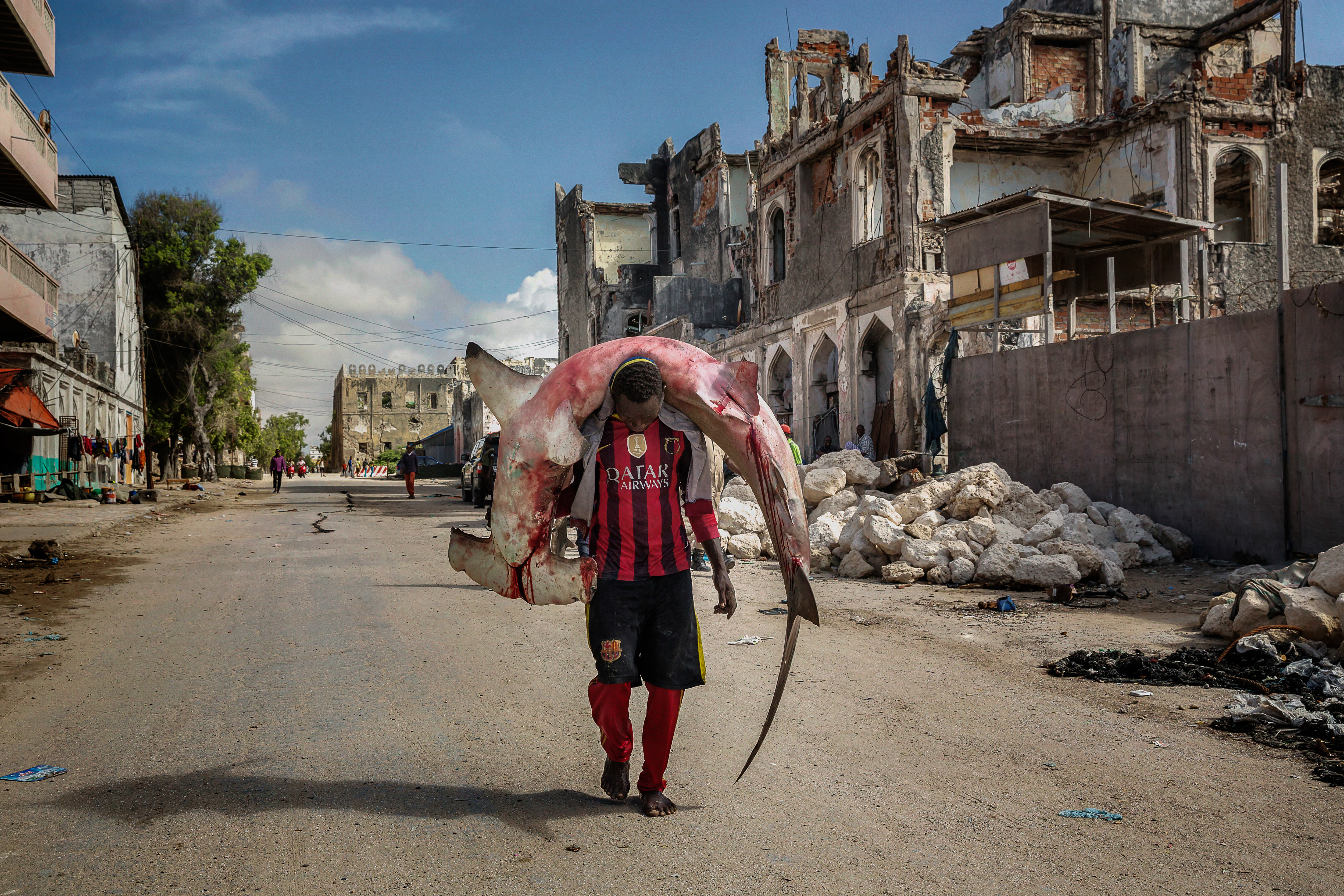
Un homme transportant sur son dos un requin-marteau, dans une rue de Mogadiscio, en Somalie.

L'Annexe II, qui répertorie les animaux qui ne sont pas nécessairement actuellement menacés d'extinction, mais qui pourraient le devenir si leur commerce n'est pas étroitement contrôlé, comprend :
- Requin pèlerin (Cetorhinus maximus)
- Grand requin blanc (Carcharodon carcharias)
- Requin-baleine (Rhincodon typus)

5 espèces supplémentaires sont inscrites pour rejoindre L'Annexe II en 2014 :
- Requin-marteau halicorne (Sphyrna lewini)
- Grand requin-marteau (Sphyrna mokarran)
- Requin-marteau commun (Sphyrna zygaena)
- Requin-taupe commun (Lamna nasus)
- Requin longimane (Carcharhinus longimanus)

### Pêche commerciale

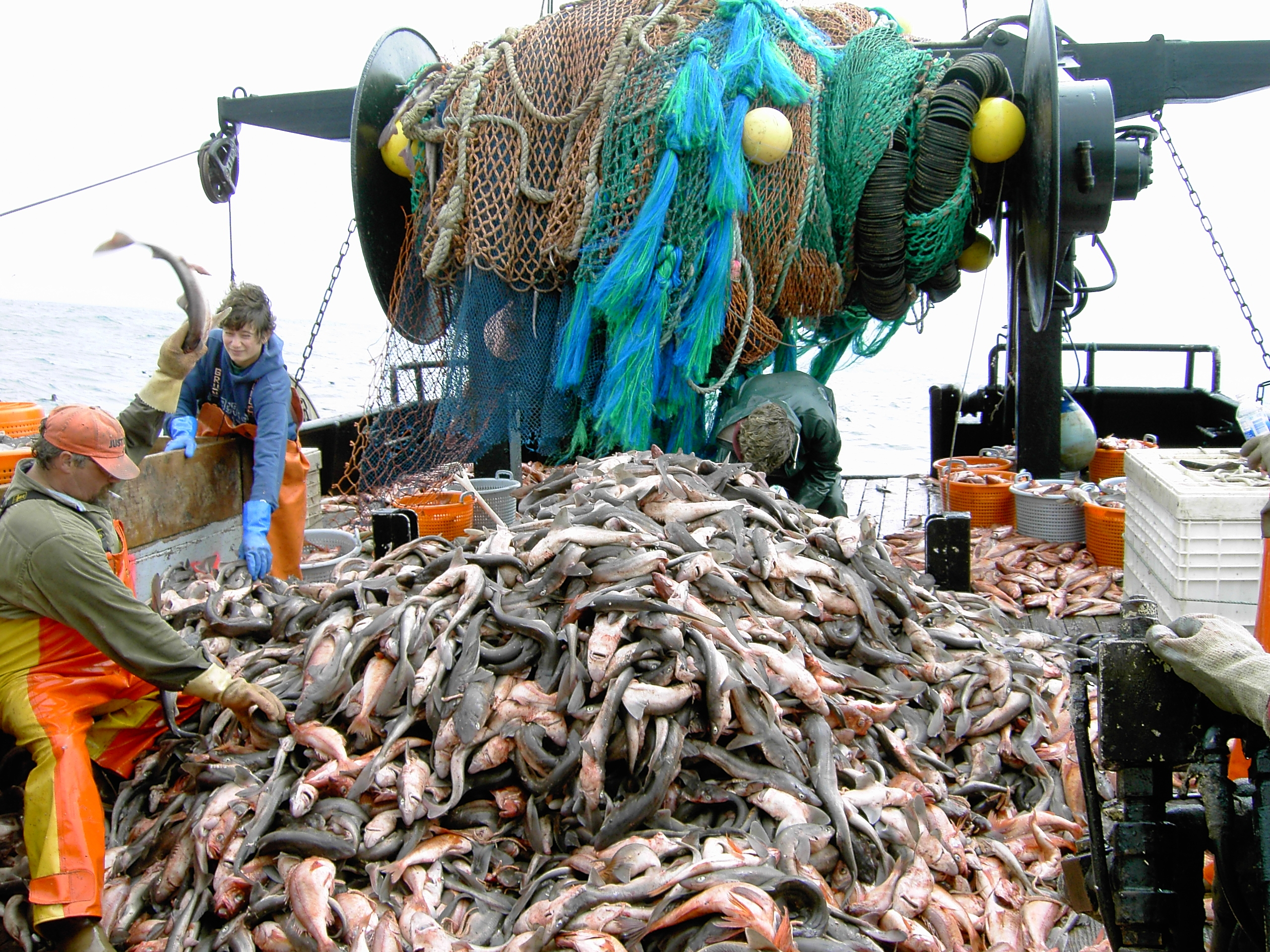
Une montagne d'aiguillats communs.

## Causes

### Pêche aux ailerons
La pêche aux ailerons est la principale cause du déclin mondial du nombre des requins,. On estime à 38 millions de requins tués chaque année pour leur aileron. Ceux-ci sont souvent remis a l'eau juste après et agonisent pendant plusieurs jours avant de mourir vidés de leur sang sur les fonds marins. L' Asie a le plus fort taux de demandes d'ailerons pour ses propriétés dites "aphrodisiaques".

## Impacts environnementaux et humains

La pêche au requin a triplé entre 1950 et 2000.

### Conséquences environnementales
Les requins étant des superprédateurs, ils ont un long cycle de croissance, une fécondité limitée et une maturité sexuelle tardive, ce qui les rend particulièrement vulnérables à la surpêche. De fait, les populations de requins ont diminué de plus de 90 % dans les zones exploitées, et l’Union internationale pour la conservation de la nature (UICN) considère qu'un tiers des espèces de requins serait menacées de disparition. Les requins sont au sommet des réseaux trophiques marins, ce sont donc des espèces clés qui jouent un rôle important dans la stabilité de l’écosystème. Ils régulent de nombreuses populations de poissons et de mammifères marins, en éliminant les individus vieux ou malades. Ils limitent ainsi la propagation des maladies au sein d'une population et permettent ainsi de renforcer le pool génétique des populations,.
En contrôlant les populations de poissons et de crustacés qui se nourrissent de phytoplancton et d'algues, les requins maintiennent la production de dioxygène de l'océan. Les océans produisent 70 % du dioxygène que l'homme respire, si les requins venaient à disparaitre, la chaine alimentaire serait perturbée au point de modifier les écosystèmes océaniques et terrestres. 

### Conséquences dans les sociétés humaines
Le déclin des populations de requins affecte aussi la pêche car du fait de la fragilisation de l'écosystème, les eaux s'appauvrissent en ressources halieutiques. De nombreuses études scientifiques démontrent que la disparition des requins provoque la disparition de poissons, de mollusques et de crustacés commercialement importants, mais également d'autres prédateurs comme le thon.
Comme la plupart des superprédateurs marins, les requins bioaccumulent dans leur organisme de fortes concentrations de polluants d'origine anthropique, comme les PCB, les métaux lourds et les pesticides. Le mercure est présent dans leurs tissus sous sa forme la plus dangereuse, le méthylmercure. Il peut provoquer la stérilité chez l'homme, des maladies du système nerveux central et des problèmes rénaux. En 2001, une étude menée par l'Institut thaïlandais de recherche scientifique et technologique a révélé que 70 % des plats aux ailerons de requin contenaient des niveaux extrêmement élevés de mercure. 
En 2012, une étude a montré que de nombreux requins bioaccumulent de forte concentrations de Bêta-N-méthylamino-L-alanine (BMMA), une neurotoxine produite par des cyanobactéries à partir des rejets industriels déversés dans l'océan. À forte dose, elle provoque chez l'homme des maladies neurodégénératives comme la maladie d'Alzheimer ou la maladie de Charcot.  
Les ailerons sont souvent traités avec du peroxyde d'hydrogène afin de rendre leur couleur plus attrayante pour les consommateurs, alors que ce puissant biocide est toxique et peut entraîner des problèmes de santé à forte dose.